# جامعه‌شناسی تحلیلی
جامعه‌شناسی تحلیلی (به انگلیسی: Analytical sociology) راهبردی برای درک جهان اجتماعی است. این به توضیح حقایق مهم در سطح کلان مانند اشاعه شیوه‌های مختلف اجتماعی، الگوهای تفکیک، ساختارهای شبکه، باورهای معمول مربوط می‌شود و روش‌های رایج کنشگری. این حقایق را نه صرفاً با مرتبط ساختن آنها با دیگر حقایق سطح کلان، بلکه با شرح جزئیات مکانیسم‌های که از طریق آن به وجود آمده‌اند، توضیح می‌دهد. این امر با تمرکز دقیق بر کنش‌ها افراد و تعاملات و استفاده از تکنیک‌های شبیه‌سازی پیشرفته برای استخراج نتایج در سطح کلان انجام می‌شود که چنین کنش‌ها و تعاملاتی احتمالاً به همراه دارند. درباره.
جامعه‌شناسی تحلیلی را می‌توان تجسم معاصر مفهوم مشهور رابرت کی. مرتن از نظریه برد متوسط دانست. رویکرد تحلیلی بر این فرض استوار است که تبیین‌های مناسب «دنده‌ها و چرخ‌هایی» را که از طریق آنها پیامدهای اجتماعی به دست می‌آیند، به تفصیل شرح می‌دهند و این رویکرد مبتنی بر تعهد به واقع‌گرایی است. مفروضات تجربی نادرست در مورد انگیزه‌های انسانی، فرآیندهای شناختی، دسترسی به اطلاعات یا روابط اجتماعی نمی‌توانند بار توضیحی را در یک توضیح مکانیکی تحمل کنند، مهم نیست که چقدر خوب نتیجه‌ای را که باید توضیح داده شود، پیش‌بینی می‌کنند.
جامعه‌شناسی تحلیلی با تمرکز بر پیامدهای سطح کلان که افراد در تعامل با یکدیگر به دست می‌آورند، بخشی از «چرخش پیچیدگی» در جامعه‌شناسی است. تا همین اواخر، جامعه شناسان ابزار مورد نیاز برای تجزیه و تحلیل دینامیک نظام‌های پیچیده را نداشتند ولی رایانه‌های قدرتمند و نرم‌افزارهای شبیه‌سازی تصویر را به‌طور قابل توجهی تغییر داده‌اند. به اصطلاح شبیه‌سازی‌های رایانه‌ای مبتنی بر عامل بخش‌های مهمی از جامعه‌شناسی (و همچنین بسیاری از بخش‌های دیگر علوم اجتماعی و طبیعی) را تغییر می‌دهند، زیرا امکان تحلیل‌های نظری دقیقی را در زمینه‌های بزرگ فراهم می‌کنند. نظام‌های پیچیده ایده اصلی پشت چنین تحلیل‌هایی انجام آزمایش‌های مجازی است که ایده‌های نظری تحلیلگر و دانش مبتنی بر تجربی را در مورد مکانیسم‌های اجتماعی مؤثر بر کنش و تعامل افراد منعکس می‌کند. نکته کلیدی این است که مکانیسم‌های اصلی در کار را شناسایی کنید، آنها را در یک مدل شبیه‌سازی گردآوری کنید و نتایج در سطح کلان را ایجاد کنید که افراد هنگام عمل و تعامل مطابق با این مکانیسم‌ها به دست می‌آورند.
علمای معاصر که در این سنت کار می‌کنند عبارتند از پیتر بیرمن، پیتر هدستروم، مایکل میسی و جیانلوکا مانزو. کار جیمز کلمن، جان الستر، رابرت کی. مرتن، توماس شلینگ و ریمون بودون برای توسعه رویکرد تحلیلی از اهمیت اساسی برخوردار بود.